# Riohacha
Riohacha (en wayú: Süchiimma que traduce a «Tierra del Río») es un distrito colombiano, capital del departamento de La Guajira. Se ubica en la costa del mar Caribe, en el delta del río Ranchería. Es el segundo municipio en extensión territorial en su departamento detrás de Uribia. Como capital departamental es sede de entidades públicas, entidades financieras, la diócesis de Riohacha, instituciones culturales, educativas, escenarios deportivos y establecimientos comerciales.
En la época precolombina estuvo habitada principalmente por indígenas eneales, guanebucanes, wiwas y wayús; estos dos últimos aún viven en el municipio. Desde esos tiempos era considerada un templo o santuario de entierros preciosos y «pagamentos».  
El motivo del establecimiento europeo fue la extracción de perlas en sus costas, lo cual se le atribuyó el apodo de Portal de Perlas. Los españoles la constituyeron como un puerto marítimo y fluvial.
Instituida a mediados del siglo XVI, es considerada como una de las ciudades fundada por españoles más antigua de América. Su historia nos demuestra un pasado de «destrucción y reconstrucción»: en 1596 fue destruida por el pirata inglés Francis Drake.
A mediados del siglo XVII el mar arrasó con gran parte de la ciudad. En 1820 las fuerzas patriotas, después de librar la batalla naval de la Laguna Salá, incendiaron la ciudad para asegurarse que no fuese re-ocupada por realistas. Es por eso considerada La Fénix del Caribe.
Hasta mediados del siglo XX el puerto de Riohacha  representaba un sector importante de su economía por importación de alimentos, electrodomésticos, madera y construcción, bebidas y textiles; y exportaciones de sal marina, cueros, ganado, carbón y leña, entre otros; hasta que el gobierno colombiano cerró el puerto, desde entonces su tradicional muelle vino a resultar de uso turístico.
Fue declarada Distrito Especial, Turístico y Cultural por Ley de la República 1766 de 2015 .Cuenta con una población estimada de 307 999 (2020) habitantes distribuida en 15 corregimientos, 8 resguardos indígenas y su cabecera municipal que se ensancha alejándose de la costa. 

## Toponimia
El topónimo Riohacha existe desde el mismo período de la conquista y colonización española terrestre en La Guajira (1526-1536). Existen tres hipótesis diferentes acerca de su origen, todas ellas relacionadas con la exploración del paraje de la desembocadura de un río en la parte media de la península de La Guajira. La primera hipótesis relata el rescate que hace un joven indígena a un batallón español perdido y sediento, guiándolos hacia el encuentro con el río; como recompensa, el capitán le obsequia al nativo un Hacha y bautiza el paraje como El Río de la Hacha. La segunda hipótesis habla del mismo batallón español cuyo Capitán pierde su Hacha emblemática al atravesar dicho río; como consuelo lo bautiza Río de la Hacha. La tercera hipótesis documenta el descubrimiento de una hermosa hacha enterrada a la orilla del río por parte de un batallón de exploradores europeos, que hasta el momento creían ser los primeros en llegar a aquel lugar. De esta manera, lo llamaron Río de la Hacha.
El vocablo Süchiimma significa, en idioma wayuunaiki Tierra del Río: Süchii (río) y Mma (tierra). La ciudad también es conocida como Portal de Perlas (en alusión a su origen perlero), la Capital de los Mágicos Arreboles y la Mestiza del Nordeste (por su multiculturalidad y los vientos alisios del nordeste).

## Historia

### Época precolombina

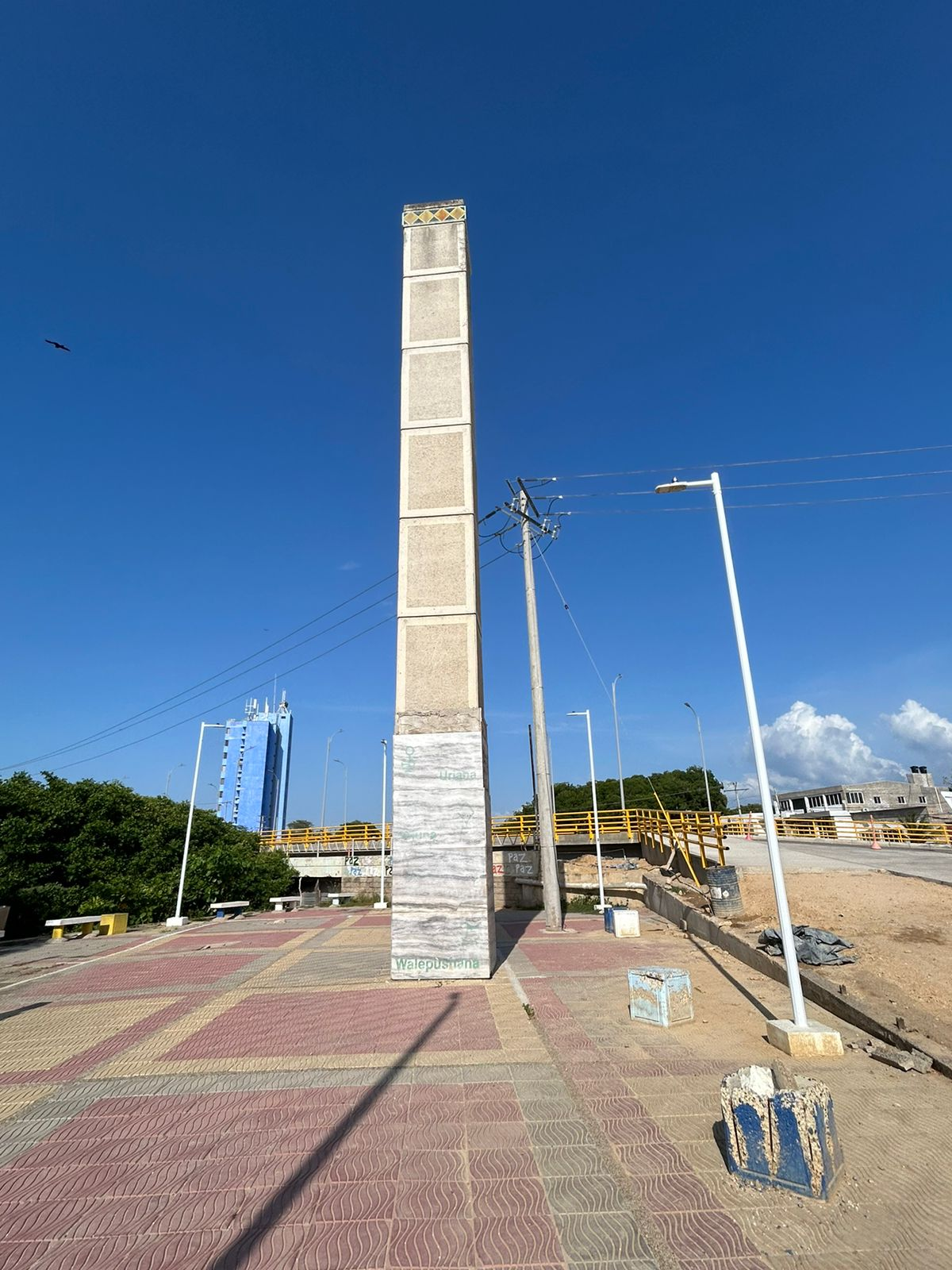
Monumento a la etnia wayú.

Desde tiempos prehispánicos, Riohacha y la península de La Guajira han estado habitadas por comunidades indígenas como los Guanebucanes que eran grandes orfebres de oro, los caquetíos, makuiras, anates, cuanaos y eneales. Actualmente, el territorio municipal de Riohacha es habitado por una numerosa población nativa amerindia, principalmente de la comunidad Wayúu (cuyo idioma es el wayuunaiki de la familia lingüística Arawak) y de las comunidades indígenas de las laderas de la Sierra Nevada de Santa Marta como los wiwa de lengua damana, los kogui de lengua koguian y los ika o arhuacos de lengua ikan, todas lenguas de la familia lingüística Chibcha.

### Colonización española
Durante el siglo XVI, el territorio peninsular fue disputado entre las gobernaciones de Santa Marta y Venezuela, debido a la existencia de perlas. El primer asentamiento en las costas guajiras se dio el 5 de agosto de 1535 por parte de Nicolás Federmann, tras la orden del entonces gobernador de Venezuela, Jorge de Espira, en donde se hallaron ricos yacimientos de perlas en el cabo de La Vela y se estableció bajo el nombre de Nuestra señora de las Nieves. Un segundo hecho que marca la colonización de este territorio es el posterior traslado, a principios de 1538, de una gran población de pescadores de perlas proveniente de la isla de Cubagua, hecho con el que se renombró como Nuestra Señora Santa María de los Remedios del Cabo de la Vela. Posteriormente la población es trasladada hacia las riberas de la desembocadura del río de la Hacha (hoy río Ranchería), a partir de la segunda mitad de 1544 y culminada a mediados del año de 1545, siendo bautizada Nuestra Señora Santa María de los Remedios del río de la Hacha, en homenaje a la imagen de la Virgen de los Remedios que, según la tradición, fue traída desde la bahía perlífera del cabo de la Vela cuando su puerto fue atacado y saqueado por piratas ingleses que buscaban perlas.
La explotación y cultivo de perlas fue la actividad más importante de esta población hasta tiempos recientes. En el año de 1547, Riohacha recibe el título de Ciudad Autónoma a través de dos Cédulas Reales expedidas por la Corona Española en los meses de septiembre y octubre. En 1596 Riohacha fue atacada por el pirata inglés Francis Drake cuando se enteró de la calidad de sus perlas. El asedio a Riohacha resultó fatal para la salud de Drake,[cita requerida] quien murió de disentería en Portobelo, Panamá. 
En 1769, Riohacha vive la rebelión de los wayúu, quienes toman la ciudad el 2 de mayo y obligan a los administradores coloniales a replantear otro orden de trato con los nativos peninsulares. Tras esto, es creada la provincia de Riohacha.

### Período republicano
El 25 de mayo de 1820 tuvo lugar la batalla de la laguna Salada que le da la independencia a la ciudad comandada por el almirante José Prudencio Padilla. 
Durante el resto del siglo XIX Riohacha se relaciona comercialmente con los puertos de Inglaterra, Países Bajos, con las islas del Caribe, Panamá y Nueva York. El territorio estuvo sujeto al departamento del Magdalena hasta 1871, año en que se convirtió en territorio nacional, conservando esa categoría hasta 1898, cuando es promovida a la intendencia de la Guajira. En 1911 desciende a la categoría de comisaría y regresa a ser intendencia nacional en 1954. Se erige departamento en 1965.

### SiglosXXyXXI
Ya en el siglo XX el gobierno nacional se acerca a la ciudad y la involucra en la dinámica social del país. En 1965 pasa a ser la capital del recién creado departamento de La Guajira. Riohacha cuenta con una población de 169.000 habitantes, conformada por una diversidad étnica como los Wayuu, los Wiwa, los Kogui e Ika, así como una numerosa comunidad de origen afro, mestizos y criollos. De acuerdo a los últimos Planes de Desarrollo, la ciudad apunta a convertirse en un polo de desarrollo para el ecoturismo y el turismo cultural. Riohacha fue, en el siglo XIX, la cuna de la música más popular de Colombia, hoy conocida como vallenato.

## División político-administrativa
El municipio de Riohacha está ubicado a orillas del mar Caribe en el departamento de La Guajira. Su extensión territorial es de 3.120 km² y está compuesto por su cabecera municipal (dividido en 10 comunas), 14 corregimientos y 8 resguardos indígenas (7 de ellos pertenecen a la etnia wayuu y uno de la Sierra Nevada de Santa Marta compartido por las etnias Kogui, Wiwa e Ika -Arhuaco-).  

### Comunas
La cabecera municipal está dividida por 10 comunas que integran los siguientes barrios:
- Estructura urbana de Riohacha

### Corregimientos
Riohacha tiene constituido los siguientes corregimientos:
| Corregimiento | Centros Poblados                                       | Veredas |
| Barbacoas     | - Barbacoas                                            | El Mundo, San Martín, El Bajero, Soledad, El Agua. |
| Camarones     | - Camarones - Perico                                   | Boca de Camarones, El Horno, La Talanquera, La Isla, Ahumado, La Gloria, Cuatro Bocas, Las Delicias, Fuego Verde, Los Llanos, La Trinidad, Joaquina, La Cachaca I y II, La Tolda, Laguna Grande, La Plazoleta, La Guásima, El Colorado. |
| Cotopríx      | - Cotopríx                                             | Cueva Honda, El Piñón, El Carbonal, La Sabana del Potrero, Guamachito, El Suan, Rollo Azul. |
| Galán         | - Galán                                                | Palmar de Martín, Las Delicias, Villa Rosa, El Tablazo, La Sabana, El Portón, Yusurú, Los Altos de Mandinga. |
| Juan y Medio  | - Cascajito - El Carmen - Juan y Medio - Los Moreneros | San Lázaro, Los Neques, Macho Solo, Las América, Carrizal, Naranjal. |
| Monguí        | - Cucurumana - Monguí                                  | Aujero, Aritaure, El Patrón, Buenos Aires, Aritama. |
| Tomarrazón    | - Tomarrazón (Treinta)                                 | La Gloria, Marimonda, Las Confecciones, Los Gorros, El Hoyo, San Esteban, Cacahualito, Los Paragüitos, García, Cacahual. |
| Villa Martín  | - La Arena - Villa Martín (Machobayo)                  | El Socorro, El Peñón, El Arahuaco, Mañature, El Oso, El Arroyo, Laguna, Salá, San Vicente, El Paraíso. |

Centros poblados y veredas sin Jal:
|              | Centros Poblados                             | Veredas |
| Arroyo Arena | - Arroyo Arena - El Abra                     | El Contento, La Florida, El Brasil, Los Magueyes, El Guáimaro.                                                                    |
| Cerrillo     | - Cerrillo                                   | Las Mercedes, Cerro Peralta, La Buena Fe, La Amarilla, Los Melones, Nuestra Vida, Chivín, Mi Chicita, La Estrella, La Piedrecita. |
| Choles       | - Anaime - Choles - Comejenes - Villa Compi  | El Muerto. |
| La Palmas    | - Las Casitas - Las Palmas - Puerto Colombia | La Balsa, El Boquete, La Solita, La Guillermina, Peñacal, Indaleso, El Limón, Contadero, Paiva.                                   |
| Matitas      | - La Compañía - Matitas                      | Giracal, La Mora, Los Caminos, Perevere, Piyaya.                                                                                  |
| Tigrera      | - Ebanal - Pelechúa - Puente Bomba - Tigrera | |

## Geografía

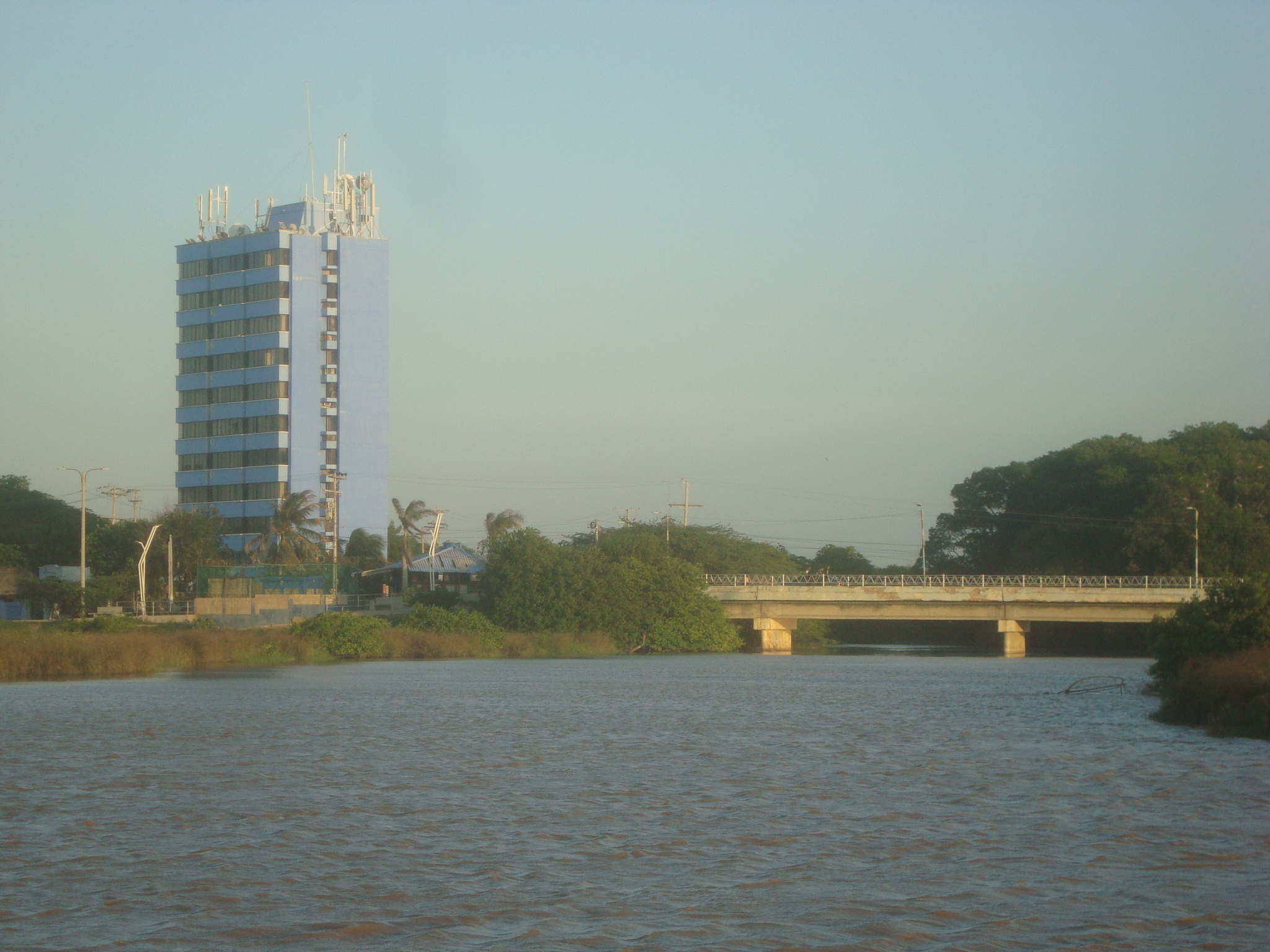
Desembocadura del río Ranchería en Riohacha.

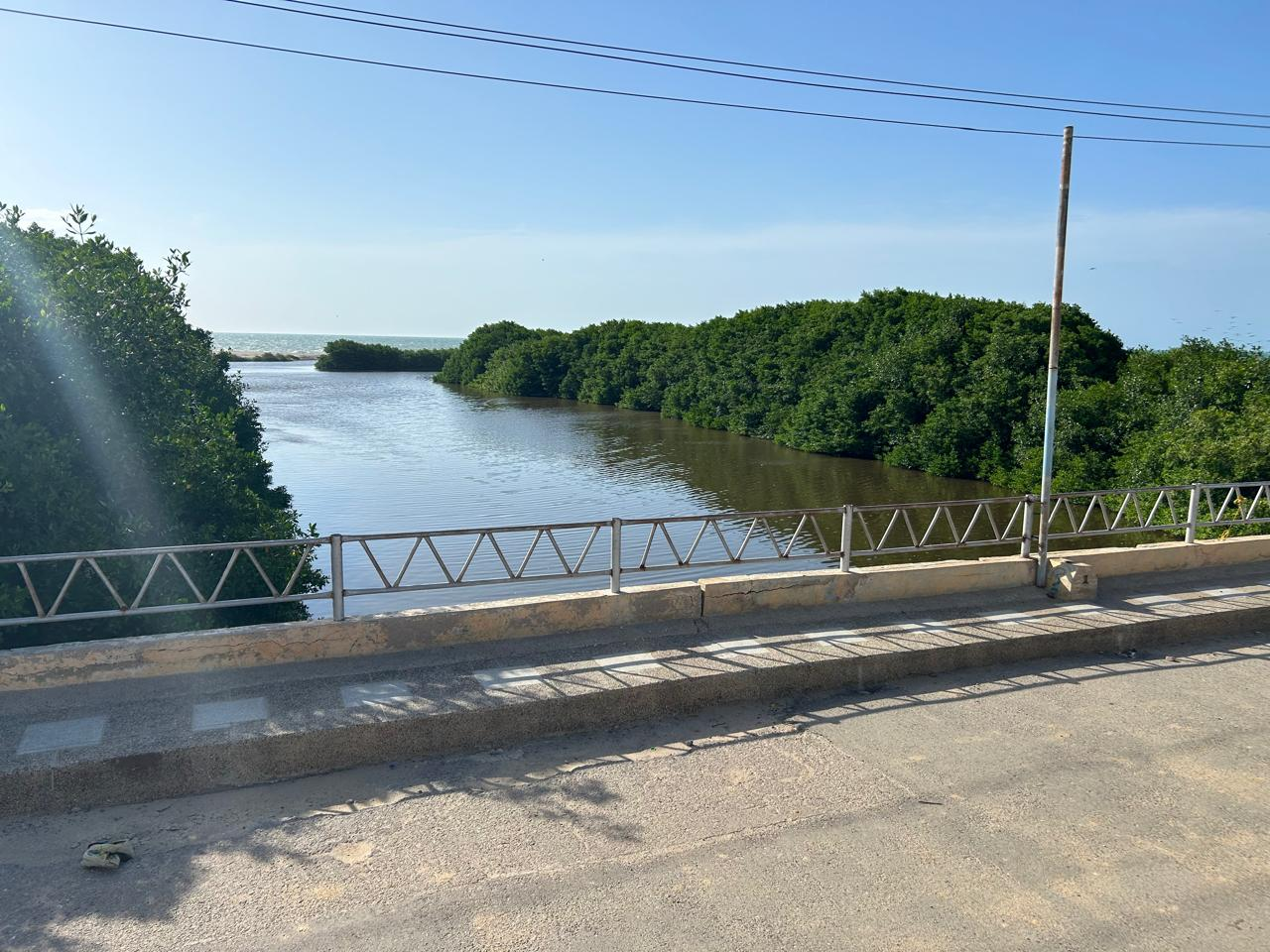
Desembocadura del río Ranchería

Riohacha se encuentra ubicado en la parte central izquierda del departamento de La Guajira; el municipio es el segundo de La Guajira en extensión.
La mayoría del terreno se compone de suelo arcilloso y arenoso, especialmente en las costas. El relieve lo constituye la planicie guajira, la zona norte de la Sierra Nevada, y cerros independientes; los cuales dan las características de un medio de selva húmeda en los montes, selva seca alrededor del cauce del río Ranchería y sabana seca en la llanura. Cerca de la costa, por efecto de desertización, el ambiente es árido y el suelo arenoso. Al sur de la ciudad, el terreno es típico de sabana seca.
El municipio ocupa cerca de la cuarta parte del territorio departamental con una extensión de 491 383 ha de las cuales 133 980 pertenecen a zonas de resguardos indígenas, 134 444 al Parque nacional natural Sierra Nevada de Santa Marta y 4 784 al Santuario de fauna y flora los Flamencos.

### Límites
Riohacha limita al norte con el mar Caribe, al oriente con el río Ranchería y los municipios de Manaure y Maicao, por el sur con los municipios de Hatonuevo, Barrancas, Distracción y San Juan del Cesar, y por el occidente con el municipio de Dibulla y el mar Caribe. 

### Clima
Por su ubicación, la cabecera municipal de Riohacha debería tener un clima desértico cálido. Sin embargo, las corrientes de aire provenientes de los vientos alisios, modifican ligeramente la temperatura de acuerdo a la época del año. Cabe destacar que la ciudad se encuentra relativamente cerca de la Sierra Nevada de Santa Marta, jugando este otro factor y enriqueciendo más el clima. Riohacha tiene una temperatura media anual de 28 grados Celsius, presentándose oscilaciones de 10 y 15 grados a medida que se asciende en el macizo de la sierra nevada, esto solo presente en la zona rural del municipio.
La mayor parte del año, la ciudad presenta un clima cálido uniforme con leves diferencias entre el día y la noche.

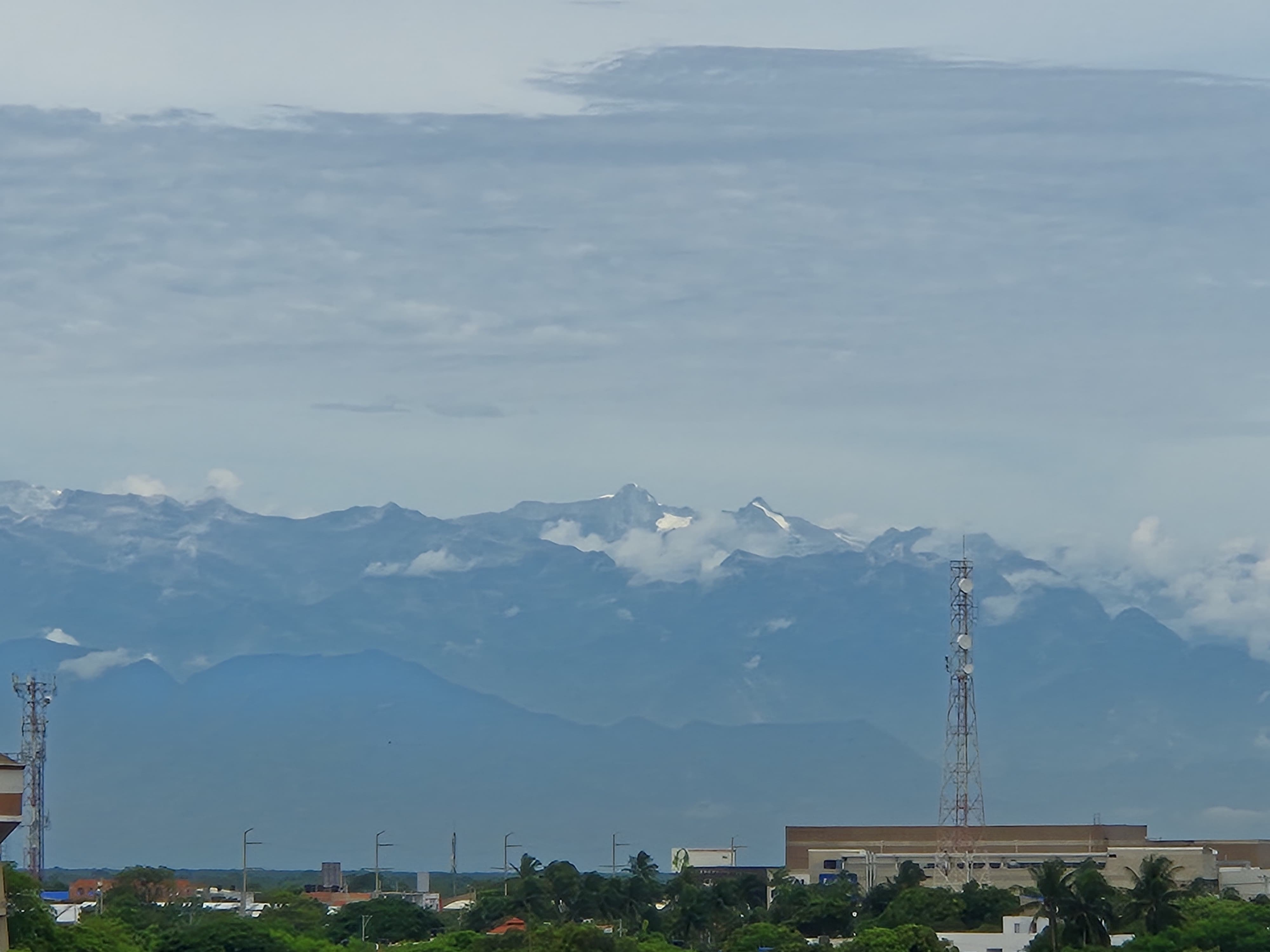
La Sierra Nevada de Santa Marta desde Riohacha.

Enero es el mes de menor humedad relativa pues golpean con fuerza los vientos alisios provenientes del Mar Caribe, siguiendo por febrero, marzo y abril, donde se presentan algunas precipitaciones aisladas que alivian el inclemente clima con presencia de nubosidad y neblina en algunos casos. Mayo registra las mayores temperaturas del año, con una baja notable en las brisas y formación de nubes, en este y en los meses de junio-julio, la ciudad recibe la mayor incidencia de radiación solar, muy notable cuando la vegetación desaparece en algunas zonas. Agosto y septiembre reciben los primeros indicios invernales al coincidir con la temporada de huracanes en el Caribe, causando lluvias en la mayor parte del territorio Guajiro, acompañadas normalmente de fuertes tormentas eléctricas que traen vendavales, granizadas e inundaciones en las zonas más bajas. En octubre y noviembre continúan las lluvias de manera más suave, causando disminución notable en las temperaturas del día y la noche. En estos meses se registran temperaturas máximas de 30 grados y mínimas excepcionales de 21 y 22 grados abriendo paso a diciembre, mes ventoso y muy fresco donde se observan disminuciones notorias en las noches de hasta 19 y 20 grados.
| Parámetros climáticos promedio de Riohacha, La Guajira (Aeropuerto Almirante Padilla 1981-2010) | Parámetros climáticos promedio de Riohacha, La Guajira (Aeropuerto Almirante Padilla 1981-2010) | Parámetros climáticos promedio de Riohacha, La Guajira (Aeropuerto Almirante Padilla 1981-2010) | Parámetros climáticos promedio de Riohacha, La Guajira (Aeropuerto Almirante Padilla 1981-2010) | Parámetros climáticos promedio de Riohacha, La Guajira (Aeropuerto Almirante Padilla 1981-2010) | Parámetros climáticos promedio de Riohacha, La Guajira (Aeropuerto Almirante Padilla 1981-2010) | Parámetros climáticos promedio de Riohacha, La Guajira (Aeropuerto Almirante Padilla 1981-2010) | Parámetros climáticos promedio de Riohacha, La Guajira (Aeropuerto Almirante Padilla 1981-2010) | Parámetros climáticos promedio de Riohacha, La Guajira (Aeropuerto Almirante Padilla 1981-2010) | Parámetros climáticos promedio de Riohacha, La Guajira (Aeropuerto Almirante Padilla 1981-2010) | Parámetros climáticos promedio de Riohacha, La Guajira (Aeropuerto Almirante Padilla 1981-2010) | Parámetros climáticos promedio de Riohacha, La Guajira (Aeropuerto Almirante Padilla 1981-2010) | Parámetros climáticos promedio de Riohacha, La Guajira (Aeropuerto Almirante Padilla 1981-2010) | Parámetros climáticos promedio de Riohacha, La Guajira (Aeropuerto Almirante Padilla 1981-2010) |
| Mes                                                                                             | Ene.                                                                                            | Feb.                                                                                            | Mar.                                                                                            | Abr.                                                                                            | May.                                                                                            | Jun.                                                                                            | Jul.                                                                                            | Ago.                                                                                            | Sep.                                                                                            | Oct.                                                                                            | Nov.                                                                                            | Dic.                                                                                            | Anual                                                                                           |
| ----------------------------------------------------------------------------------------------- | ----------------------------------------------------------------------------------------------- | ----------------------------------------------------------------------------------------------- | ----------------------------------------------------------------------------------------------- | ----------------------------------------------------------------------------------------------- | ----------------------------------------------------------------------------------------------- | ----------------------------------------------------------------------------------------------- | ----------------------------------------------------------------------------------------------- | ----------------------------------------------------------------------------------------------- | ----------------------------------------------------------------------------------------------- | ----------------------------------------------------------------------------------------------- | ----------------------------------------------------------------------------------------------- | ----------------------------------------------------------------------------------------------- | ----------------------------------------------------------------------------------------------- |
| Temp. máx. abs. (°C)                                                                            | 39.2                                                                                            | 36.8                                                                                            | 39.8                                                                                            | 38.4                                                                                            | 38                                                                                              | 38.6                                                                                            | 38.1                                                                                            | 38.9                                                                                            | 39.4                                                                                            | 36.8                                                                                            | 36                                                                                              | 38.7                                                                                            | 39.8                                                                                            |
| Temp. máx. media (°C)                                                                           | 32.5                                                                                            | 32.6                                                                                            | 32.8                                                                                            | 33.0                                                                                            | 33.5                                                                                            | 34.5                                                                                            | 35.2                                                                                            | 35.1                                                                                            | 33.7                                                                                            | 32.8                                                                                            | 32.2                                                                                            | 32.4                                                                                            | 33.4                                                                                            |
| Temp. media (°C)                                                                                | 27.1                                                                                            | 27.2                                                                                            | 27.4                                                                                            | 28                                                                                              | 28.8                                                                                            | 29.7                                                                                            | 29.9                                                                                            | 29.5                                                                                            | 28.5                                                                                            | 28                                                                                              | 27.7                                                                                            | 27.3                                                                                            | 28.3                                                                                            |
| Temp. mín. media (°C)                                                                           | 22.3                                                                                            | 22.7                                                                                            | 23.5                                                                                            | 24.5                                                                                            | 25.2                                                                                            | 25.6                                                                                            | 25.6                                                                                            | 25.3                                                                                            | 24.5                                                                                            | 24                                                                                              | 23.6                                                                                            | 23                                                                                              | 24.2                                                                                            |
| Temp. mín. abs. (°C)                                                                            | 17.1                                                                                            | 17                                                                                              | 17                                                                                              | 17.1                                                                                            | 20.8                                                                                            | 20                                                                                              | 17.1                                                                                            | 19.8                                                                                            | 19.1                                                                                            | 20                                                                                              | 18.8                                                                                            | 16.8                                                                                            | 16.8                                                                                            |
| Lluvias (mm)                                                                                    | 3.7                                                                                             | 1.6                                                                                             | 5.5                                                                                             | 31.3                                                                                            | 75.9                                                                                            | 51.2                                                                                            | 16.8                                                                                            | 50                                                                                              | 142.6                                                                                           | 148.8                                                                                           | 75.6                                                                                            | 31                                                                                              | 634                                                                                             |
| Días de lluvias (≥ )                                                                            | 1                                                                                               | 1                                                                                               | 1                                                                                               | 4                                                                                               | 8                                                                                               | 4                                                                                               | 3                                                                                               | 6                                                                                               | 10                                                                                              | 11                                                                                              | 7                                                                                               | 3                                                                                               | 59                                                                                              |
| Horas de sol                                                                                    | 264                                                                                             | 227                                                                                             | 232                                                                                             | 201                                                                                             | 195                                                                                             | 234                                                                                             | 260                                                                                             | 251                                                                                             | 207                                                                                             | 208                                                                                             | 216                                                                                             | 242                                                                                             | 2737                                                                                            |
| Humedad relativa (%)                                                                            | 70                                                                                              | 70                                                                                              | 71                                                                                              | 74                                                                                              | 75                                                                                              | 68                                                                                              | 66                                                                                              | 71                                                                                              | 76                                                                                              | 79                                                                                              | 79                                                                                              | 74                                                                                              | 72.8                                                                                            |
| Fuente: Parámetros climáticos IDEAM 22 de diciembre de 2007                                     |                                                                                                 |                                                                                                 |                                                                                                 |                                                                                                 |                                                                                                 |                                                                                                 |                                                                                                 |                                                                                                 |                                                                                                 |                                                                                                 |                                                                                                 |                                                                                                 |                                                                                                 |

## Demografía

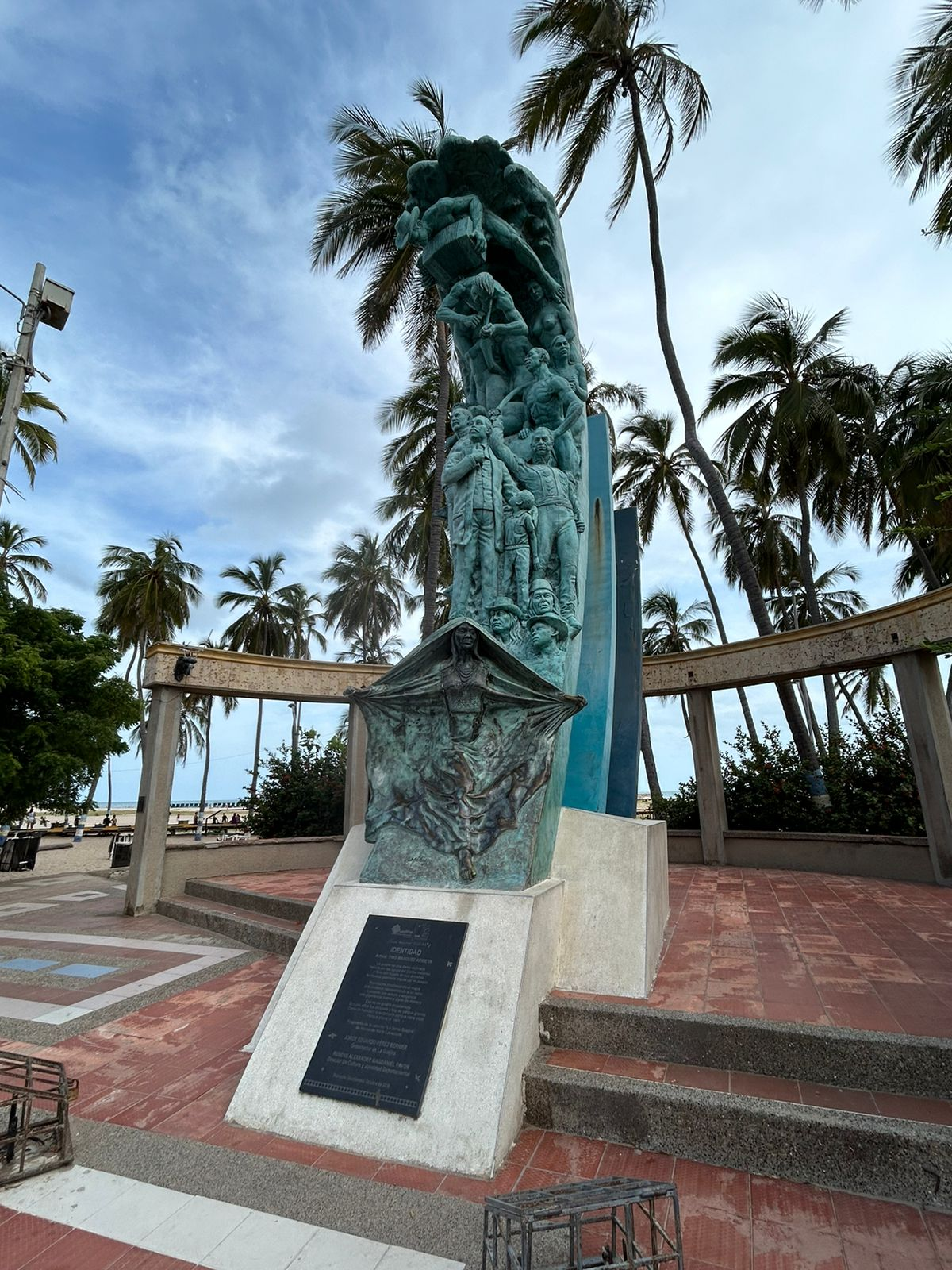
Monumento Identidad

En 2017 Riohacha contaba con una población estimada de 277 913 habitantes, de los cuales 236 927 viven en la zona urbana.
La población indígena wayúu que no vive en los resguardos indígenas es de aproximadamente 11 200 personas para un total de población wayúu en el municipio de Riohacha de 33 647. Igualmente tienen asiento en el municipio las comunidades Wiwa y Kogui, que tienen una población aproximada de 9 900 personas, asentadas en la jurisdicción del municipio de Riohacha de la Sierra Nevada de Santa Marta.
A partir de la década de 1970, la ciudad vivió un enorme proceso inmigratorio que conllevó al establecimiento de importantes colonias conformadas por personas provenientes de otras regiones de Colombia, especialmente de los departamentos de Magdalena, Bolívar, Sucre, Córdoba, Antioquia y Santander, quienes con su idiosincrasia han aumentado la multiculturalidad propia del pueblo riohachero, también fueron importantes las oleadas migratorias de los pueblos árabes en la zona.
Según el censo del DANE de 2005, 12,2% de la población se autoreconoce como afrodescendiente, mulato o raizal; un 20,3% se autoreconoce como indígena 

### Salud
El municipio de Riohacha, según cifras del año 2007, cuenta con 5 instituciones en la red de servicios y un total de 229 camas distribuidas así: 1 hospital de segundo nivel con 67 camas, 4 clínicas con 162 camas; igualmente se cuenta con 3 Centros de salud y 9 Puestos de Salud.

## Economía

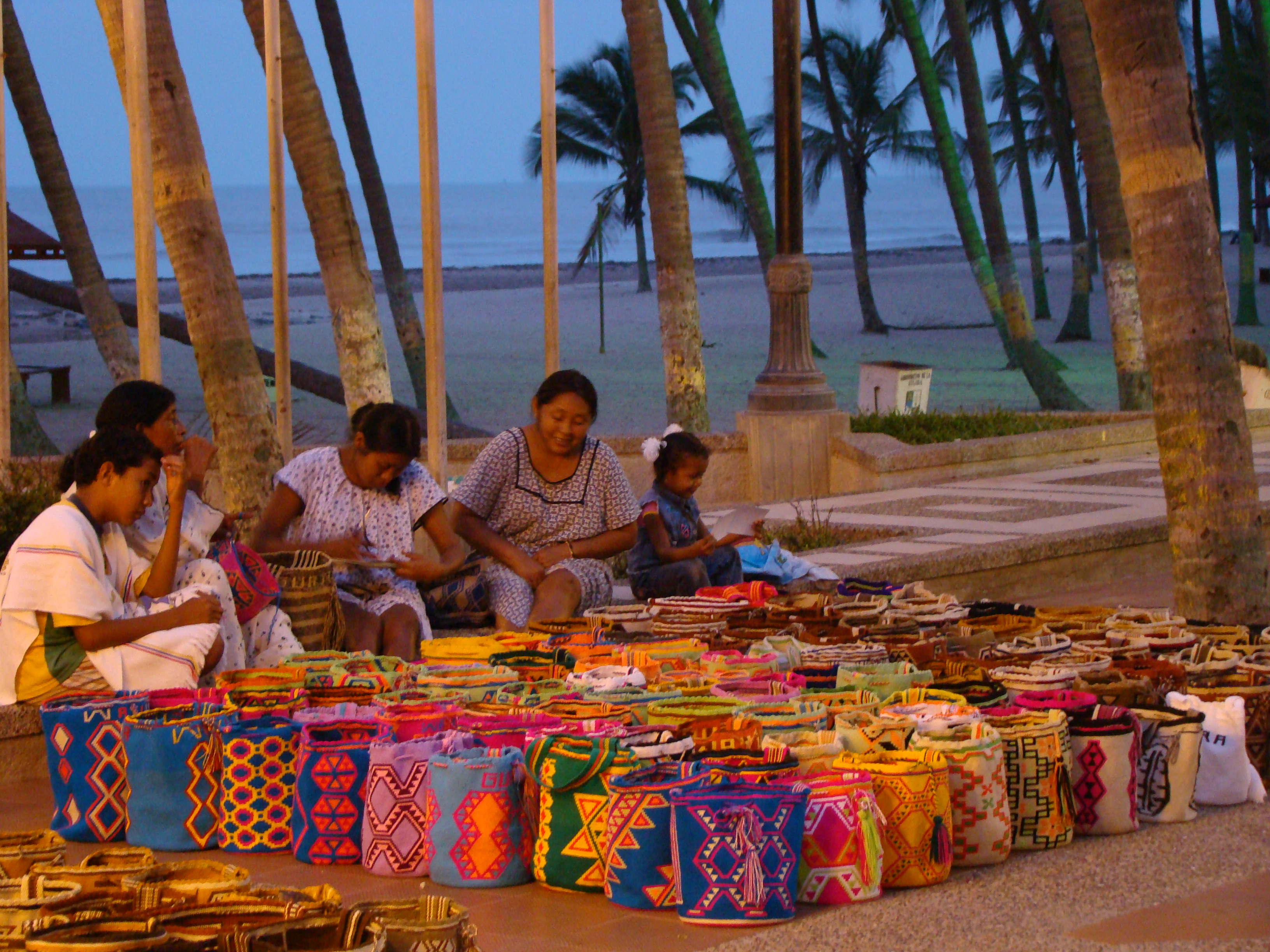
Indígenas wayús tejiendo mochilas en el camellón de Riohacha.

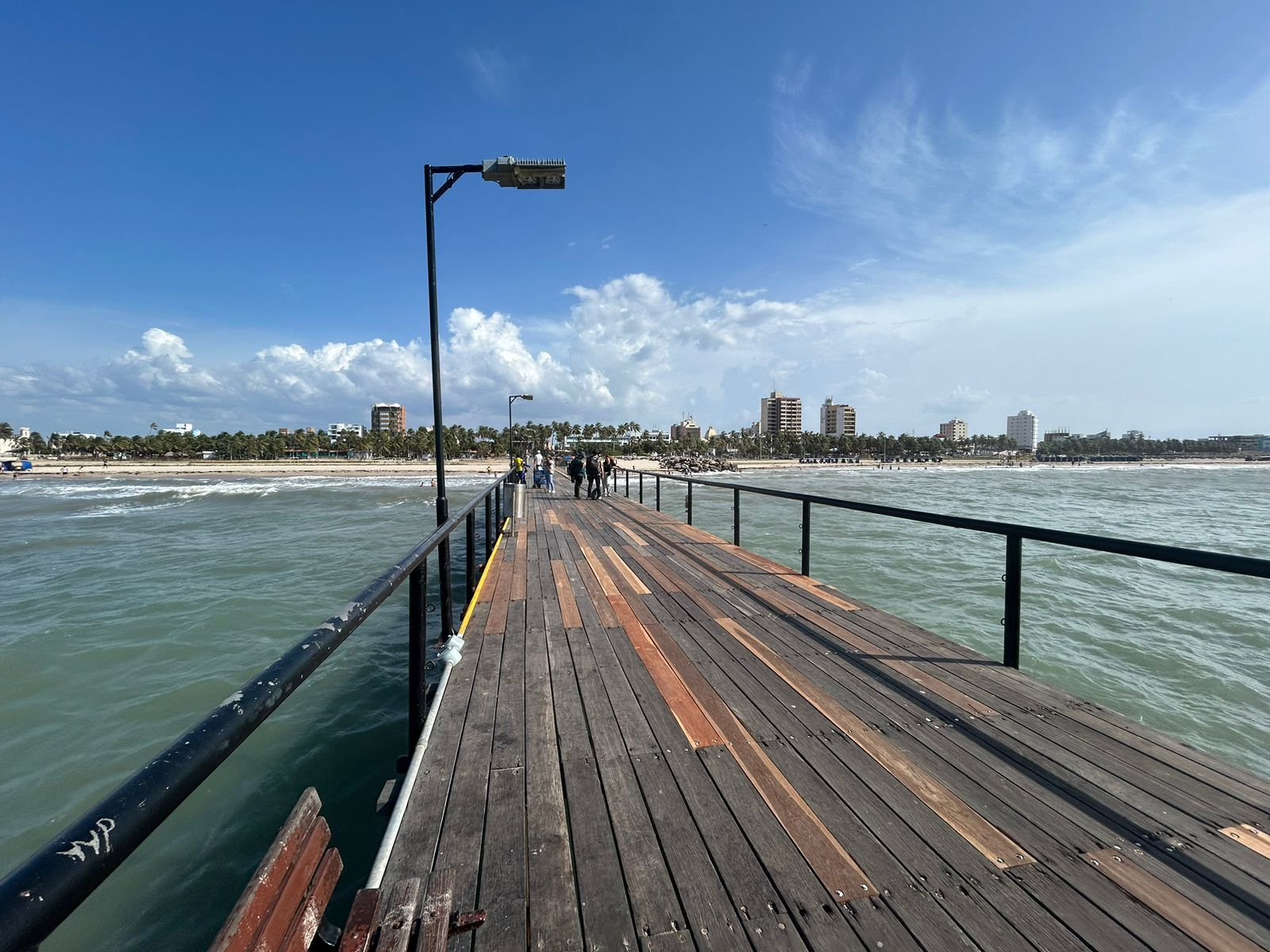
Muelle de Riohacha

Un renglón importante de la economía es la ganadería: vacunos, porcinos, equinos, mulares, asnales, caprinos y ovinos; La pesca, especialmente de mariscos, tortugas y perlas se realiza en forma artesanal. Es importante la explotación forestal de añil, caoba, cedro, dividivi, guayacán, mangle, roble, totumo. Carece de industria manufacturera.
Según el censo 2005, la actividad económica predominante en los predios del casco urbano es el comercio (52%), que se ha visto impulsado por la construcción de un Hipermercado SAO y el Centro Comercial Süchiimma (cuya tienda ancla es Supermercados Metro), y más recientemente, de la cadena de centros comerciales Viva Wajiira del Grupo Éxito así como uno de menor relevancia llamado Talatshii Outlet Plaza, que atraen clientes propios de la ciudad, de turistas que llegan a Riohacha para abastecerse de productos y de poblaciones vecinas que antes hacían sus compras en Maicao. El segundo renglón económico de la ciudad es el de los servicios (30%), Otras actividades (10%) e Industria (8%)

## Turismo

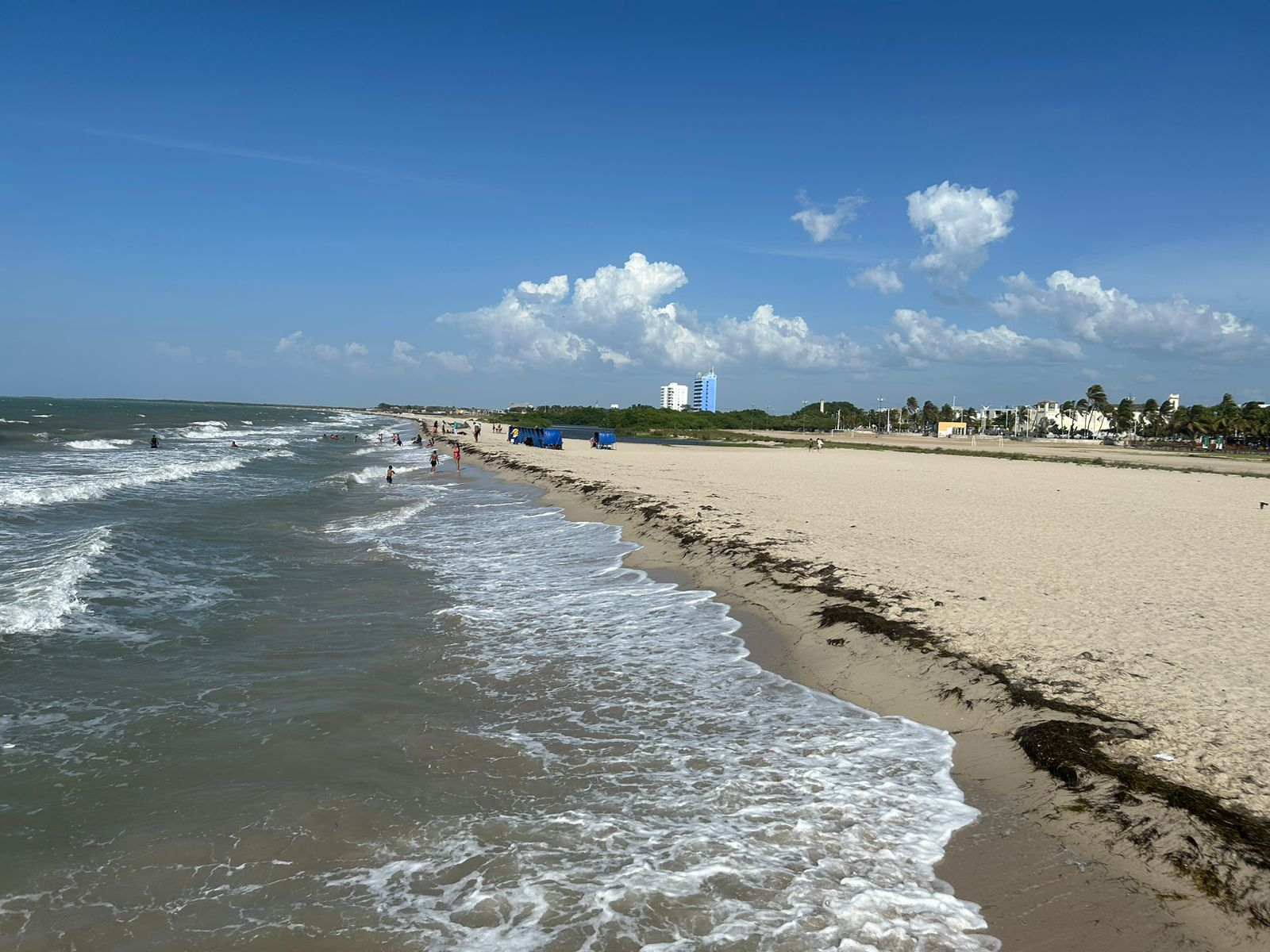
Playa de Riohacha

El perfil turístico de Riohacha, y del departamento de La Guajira en general, es el turismo cultural. Actualmente se produce o existe potencial para diversas tendencias como el agroturismo en el Corredor Agroindustrial (corregimientos de Tigreras, Choles y Matitas), el ecoturismo en zonas como el Santuario de Flora y Fauna los Flamencos (corregimiento de Camarones), Pozo García (corregimiento de Tomarrazón) y el delta del río Ranchería (casco urbano, comuna # 9) o el turismo de playa que abarca el corredor costero que comprende desde el margen oriental de la desembocadura del río Enea hasta el margen occidental de la desembocadura del río Ranchería con varias playas vírgenes y seis (6) playas urbanas (Playa Marbella, Playa del Guapo, Playa del Muelle, Playa Gimaura "La Boca", Playa Valle de los Cangrejos y Playa La Raya), todas de arena blanca surcadas por palmeras de coco y su muelle turístico (desde 1936). Además, se encuentran el Malecón o paseo de la Marina, el centro histórico, la Laguna Salada, el Parque de los Cañones, la Tumba de Francisco El Hombre (corregimiento de Villa Martín o Machobayo) y el Santuario de fauna y flora los Flamencos, en el corregimiento de Camarones.
Entre los inmuebles históricos más apreciados por la comunidad se encuentran el convento de los Capuchinos, los balcones de la calle Tercera, la casa de Emilio Vence, la casa de las Fuentes, la casa de Vladimiro Pérez, la alcaldía municipal, el monumento al almirante Padilla, la catedral Nuestra Señora de los Remedios, el monumento de Nicolás Federmann, la Casa de la Aduana y el Teatro Aurora.

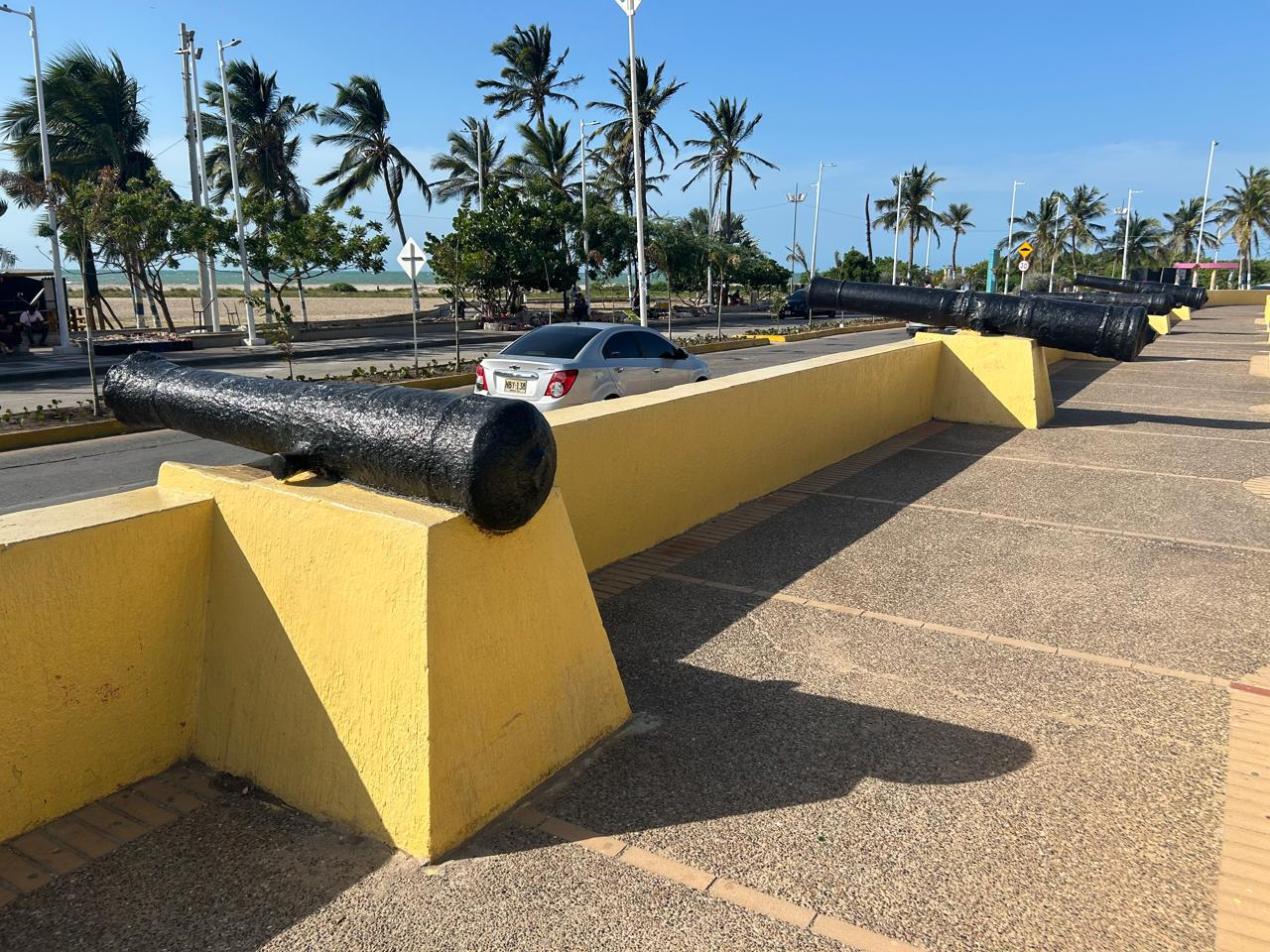
Parque de los Cañones

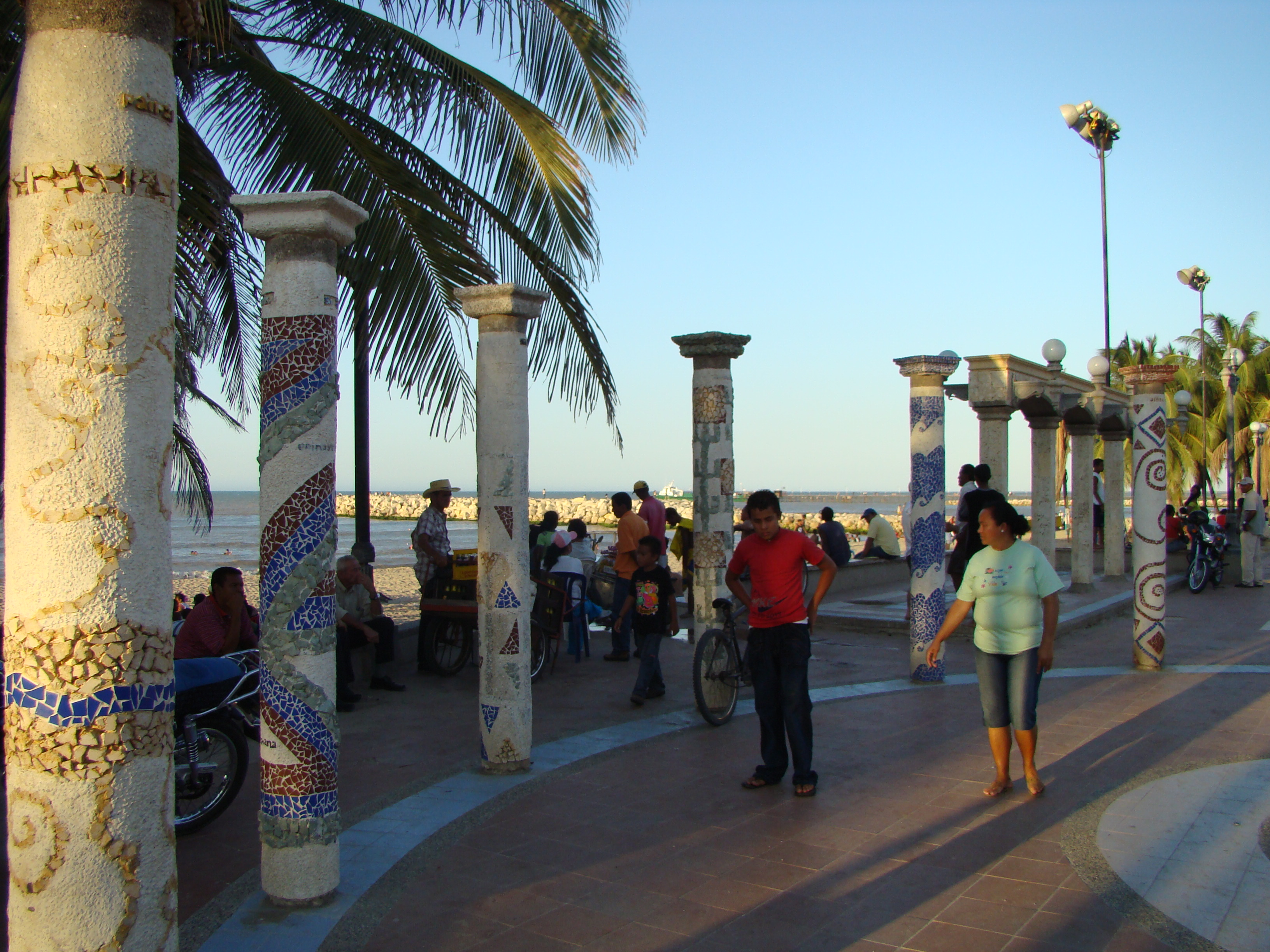
Camellón de Riohacha.

- Paseo de la Marina: constituido por las playas de la ciudad y su articulación con el muelle turístico y el camellón sobre la franja costera de la avenida La Marina, diseñado para caminar. Cuenta con doce columnas interpretativas sobre el paisaje y la cultura de La Guajira.
- Valle de los Cangrejos: paraje al noreste de la ciudad, ubicado en el delta del río Ranchería, avenado por el brazo del Kalaankala. Toma su nombre de la gran población de crustáceos (cangrejos y jaibas de aguas salobres), que habitan este paraje. Su principal vegetación la conforman los mangles de tipo Rojo (Rhizophora Mangle), blanco (Laguncularia Racemosa), negro (Avicennia Germinans) y botón (Conocarpus Erecta). Las características de su playa la circunscriben en el área del ecoturismo costero.
- Laguna Salada: esta laguna constituye el mayor cuerpo de agua del área urbana de Riohacha. Anteriormente era todo un ecosistema unido al delta del río Ranchería con una gran población de aves migratorias y nativas; la extensión de sus aguas era tal que el 25 de mayo de 1820, en las luchas de la Independencia, permitió la entrada de navíos de guerra comandados las patriotas por el almirante José Prudencio Padilla, dando origen a la batalla de la laguna Salada. En la actualidad se viene implementando un plan de recuperación integral para volver a conectarla con el delta del río Ranchería y con las pequeñas lagunas de Bocagrande y la Esperanza.
- Shi Mukshi (La Línea Negra): concepto de espacios sagrados, perteneciente a la cosmovisión Wiwa, Kogui e Ika (arhuacos), los hermanos mayores habitantes de la Sierra Nevada de Santa Marta. Son sitios energéticos en los contornos de la sierra, los cuales se cree que contienen grandes energías vitales para la armonía del mundo o la sostenibilidad de lugares sensibles a la contaminación. En Riohacha está repartido en numerosos sitios alrededor de la desembocadura del río Ranchería (en ambas orillas), la laguna Salada, la laguna de Bocagrande, la laguna de la Esperanza, la desembocadura del arroyo Guerrero, la boca de Camarones, entre otros distribuidos en cerros y parajes de árboles sagrados. En ellos se realizan las ceremonias de Pagamentos con oraciones a Serankua y ofrendas de flores y piedras. Es vital la conservación de estos sitios para el equilibrio de la tierra.
- Santuario de fauna y flora los Flamencos: en la zona rural de Riohacha, se encuentra el corregimiento de Camarones, tierra ancestral de los extintos Guanebucanes; este corregimiento está localizado a unos 20 kilómetros al sudoccidente de Riohacha, bordeando el Mar Caribe y a la orilla de la carretera Troncal del Caribe, con cuerpos de aguas como la ciénaga Navío Quebrado y Laguna Grande, que constituyen esta reserva natural de gran atractivo turístico.

## Educación

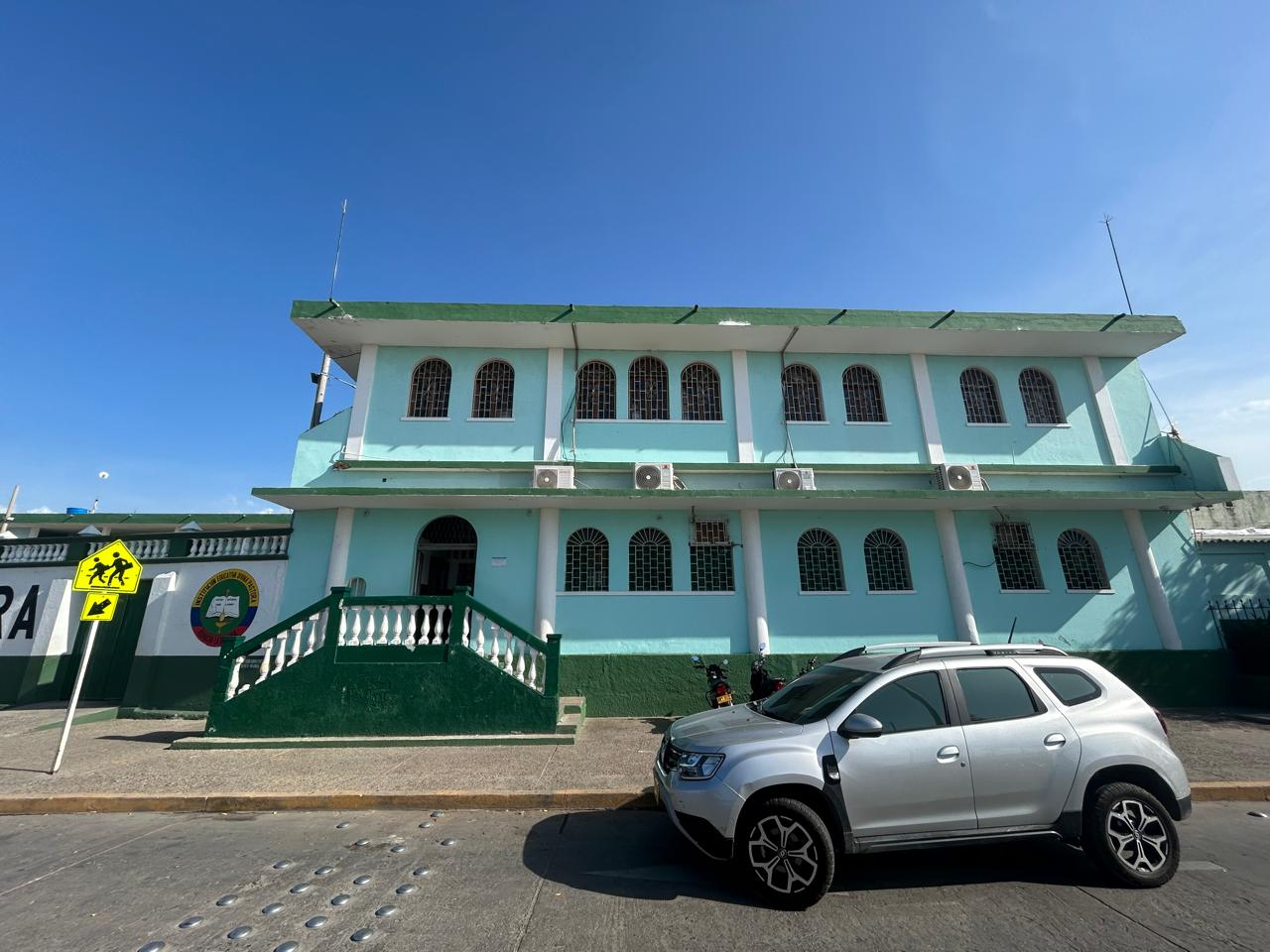
Colegio Divina Pastora

### Educación básica
Riohacha cuenta con una amplia red de instituciones educativas con un número aproximado de 10 escuelas públicas para la básica secundaria (o bachillerato) que distribuyen sedes de educación básica primaria con un total promedio de 13 centros únicos para esta formación escolar.
Aunque en realidad existen otras escuelas que presentan deficiencias en cuanto a su infraestructura, por lo cual, poco son mencionadas como escuelas oficiales. Por lo general, estas escuelas se ubican en la zona sur de la ciudad. 
Con respecto a los corregimientos, cada comunidad principal posee una institución educativa para la primaria y secundaria, en algunos casos, el mismo centro ejerce las dos formaciones en jornadas distintas. 
La educación preescolar está distribuida en los diferentes centros donde se imparte la educación básica primaria; y también existe una red de guarderías para menores de tres años, subvencionado por el Instituto Colombiano de Bienestar Familiar.
Con respecto a la educación privada, existen ocho centros que brindan educación básica primaria y secundaria, y algunos la preescolar.

### Educación superior
La ciudad posee con una amplia red de universidades y otros centros de enseñanza que brindan una serie de programas a distancia, presencial y semipresencial ubicadas como sedes regionales; aunque algunas utilizan las sedes escolares de instituciones educativas para los procesos académicos.
- Universidad de La Guajira. Única con campus universitario. Es pública y de régimen departamental.
- Fundación Universitaria San Martín. (Sede regional con programas semipresenciales)
- Universidad Antonio Nariño. (Sede regional con programas semipresenciales)
- Corporación Universitaria Remington (Centro de atención tutorial con programas a distancia)
- Universidad de Pamplona. (Sedes en escuelas con programas a distancia)
- Universidad Nacional Abierta y a Distancia - UNAD (sede regional con programas semipresenciales y a distancia).
- Servicio de Nacional de Aprendizaje - SENA: Comercial. (Sede regional)
- Servicio de Nacional de Aprendizaje - SENA: Industrial. (Sede regional)

## Cultura

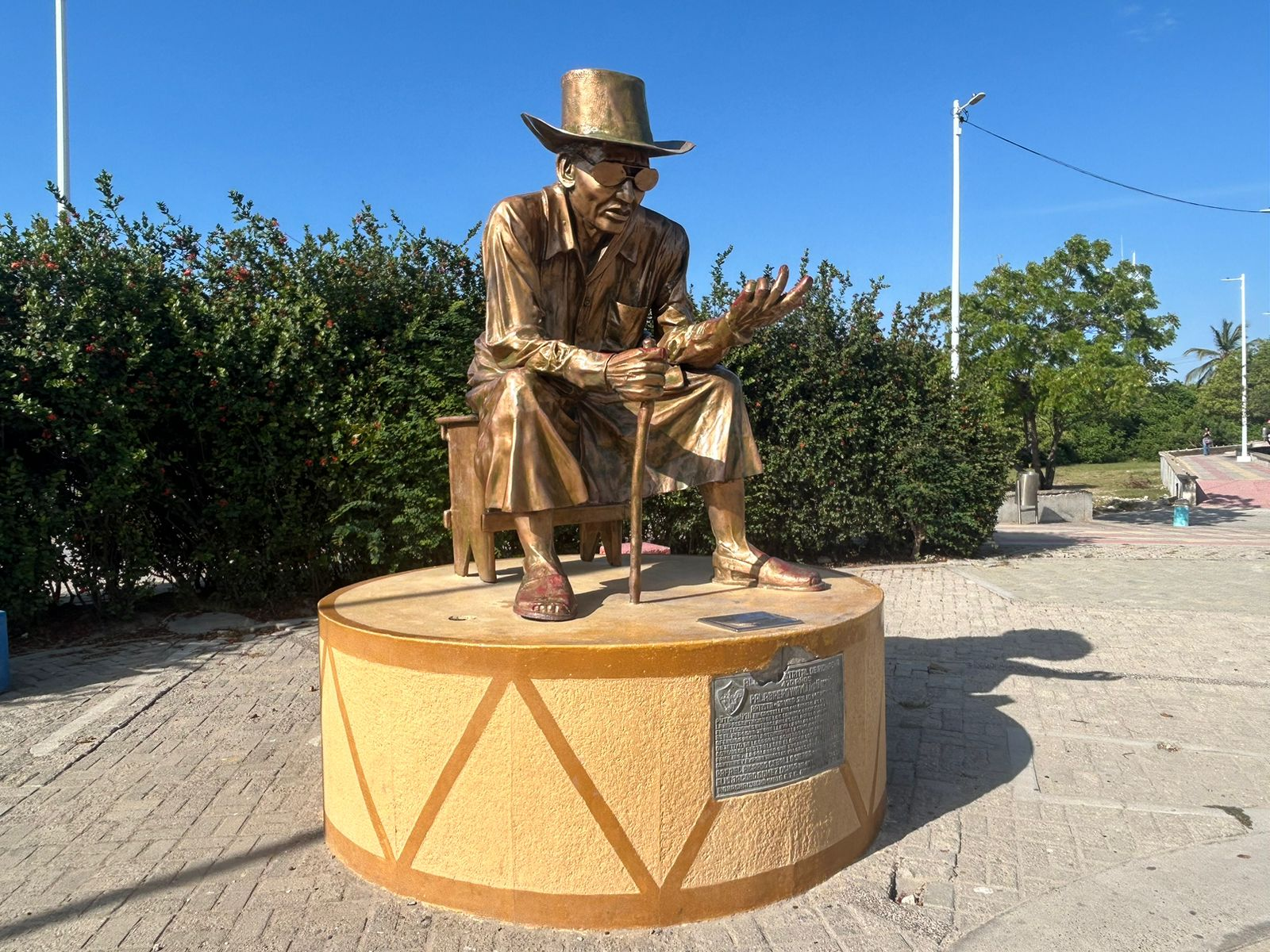
Monumento palabrero wayuu Putchipuu

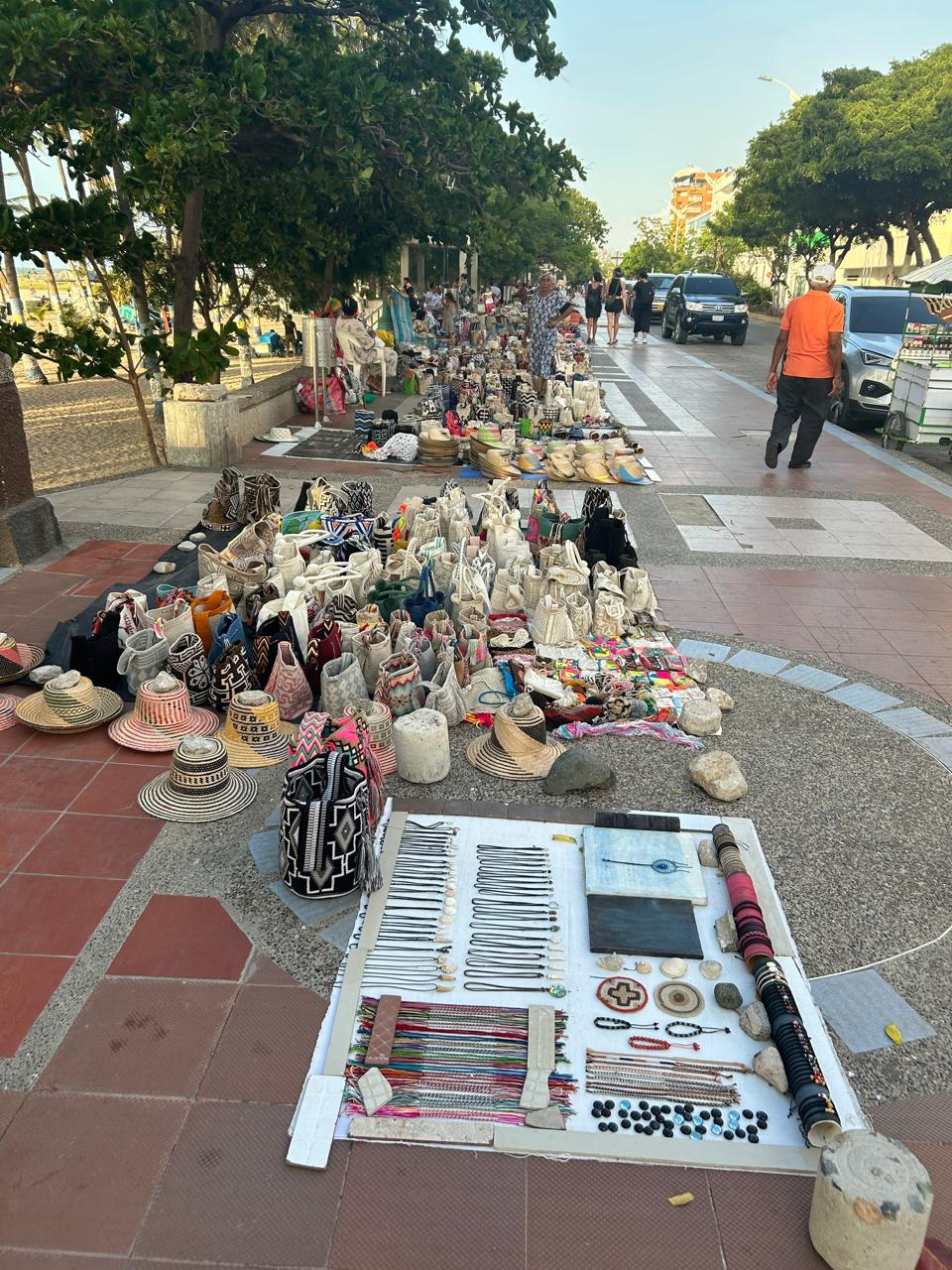
Ventas de artesanías en el malecón de Riohacha

Riohacha es Caribe, pluriétnica y multicultural, es una ciudad enriquecida por una amplia diversidad de ritos, costumbres, tradiciones y manifestaciones culturales nutridas por sus nuevos pobladores: afrodescendientes y europeos, y sus pobladores indígenas ancestrales: en la llanura los wayú y en la Sierra Nevada de Santa Marta los wiwa y los kogui.
En la ciudad existen 3 bibliotecas públicas: Biblioteca Departamental Hna. Josefina Zúñiga, Biblioteca Almirante Padilla y Biblioteca Banco de la República, además de la Biblioteca de la Universidad de La Guajira y una decena de bibliotecas escolares y próximamente la Biblioteca Virtual construida por la diócesis de Riohacha.
Riohacha es además la ciudad natal de varios personajes destacados en el plano nacional y regional como el almirante José Prudencio Padilla, el político Luis Antonio Robles, los abuelos maternos del premio Nobel de Literatura Gabriel García Márquez y cuna también de Arnoldo Iguarán jugador de la Selección Colombia de los años 1980 y 90 .

### Festivales y eventos
La ciudad ha vivido una etapa de socialización de la cultura desde la década de los 90 cuando, además de las fiestas patronales de los corregimientos, comunas y barrios, también se han venido realizando festivales y eventos culturales como el festival de teatro Teatrízate, el Festival Internacional de Cuenteros Akuentajui, Ibercaribe "Encuentro Internacional de Narradores Orales en el Caribe", el Festival Itinerante de Danza y el de Danza por Parejas, el Festival del Bolero, el Festival de la Pajará (música vallenata), el Festival de Poesía Alternativa. Los eventos culturales de mayor tradición son la fiesta patronal de la Virgen de los Remedios (2 de febrero), el carnaval de Riohacha. Recientemente se han organizado eventos de alto impacto a nivel nacional e internacional como el Hay Festival Riohacha (capítulo del Hay Festival Cartagena de Indias) y el Festival Francisco el Hombre de música vallenata contemporánea.
El Festival Francisco el Hombre es un proyecto cultural con el cual se institucionaliza un reconocimiento anual a la música vallenata contemporánea, a través de quienes se destaquen como sus mejores intérpretes. El Festival promoverá y exaltará la calidad artística del vallenato actual expresado en sus distintas variantes, a saber: tradicional, nueva ola, romántico o moderno.

### Gastronomía
La herencia wayú es el chivo en diversas presentaciones: asado, guisado, cecina, asadura (vísceras) y el friche (vísceras fritas en la sangre del mismo animal). Otros platos son: arroz de camarón, sierra en escabeche con arroz de fríjol guajiro, arroz de chipichipi, salpicón de bonito, salpicón de cazón, salpicón de chucho, ensalada de raya, albóndigas de macabí, arepuela de anís, arepa de chichiguare, arepa de canchafa (Machobayo), arepa de corozo (Galán), pudín de yuca (Tomarrazón), chicha de maíz fresco, jugo de níspero, jugo de iguaraya, jugo de cereza silvestre, jugo de uvita de lata, tortuga frita en su propia grasa y el arroz de tortuga. 
Los postres incluyen la tradicional cocada (dulce de coco), pasando por el dulce de leche de Monguí, las bolitas de leche de camarones, dulces de icaco, ajonjolí, maíz, papaya verde, toronja y papa.

## Medios de comunicación

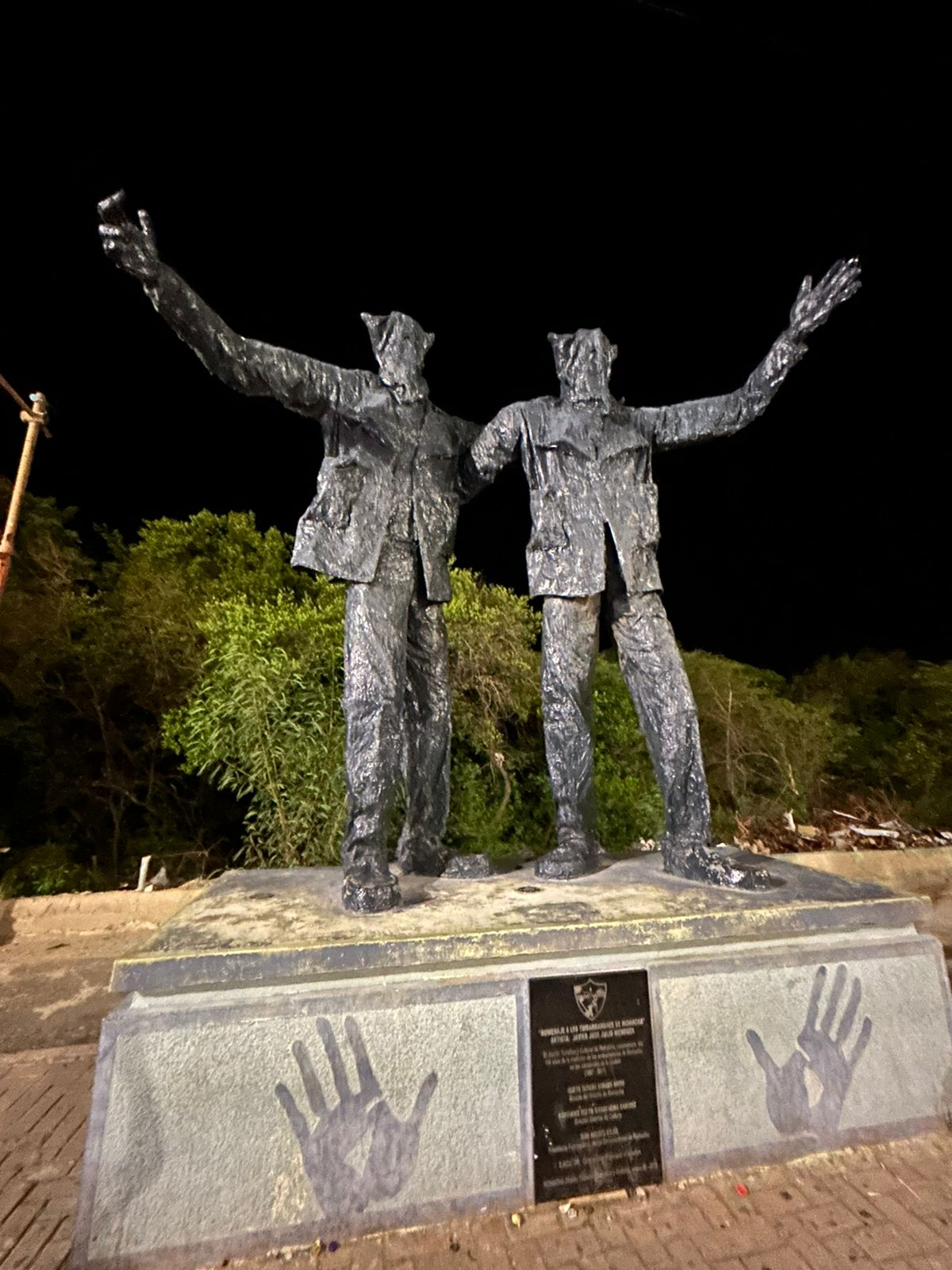
Monumento Los embarradores

### Prensa
- Diario de La Guajira
- Diario La Prensa
- Revista Progreso
- Diario del Norte
- Periódico La Guajira

En La Guajira se ha presentado el fenómeno de diarios que subsisten gracias a la publicidad de empresas multinacionales y estatales. Vale decir, cuando la multinacional les daba un aviso publican la edición. Por ello la gran mayoría no circulan a diario sino cuando consiguen publicidad. Los pioneros del periodismo moderno en Riohacha han sido Pepe Palacio Coronado 
-periodista y escritor, Óscar Palacio Peña - un periodista empírico, pero como buen contador público y antioqueño de negocios, ha podido mantener sus medios de comunicación: Diario de La Guajira, Diario la Prensa y Revista progreso, contra viento y marea, aunque no son diarios se mantienen vigentes.

### Televisión
Riohacha cuenta con varios canales como

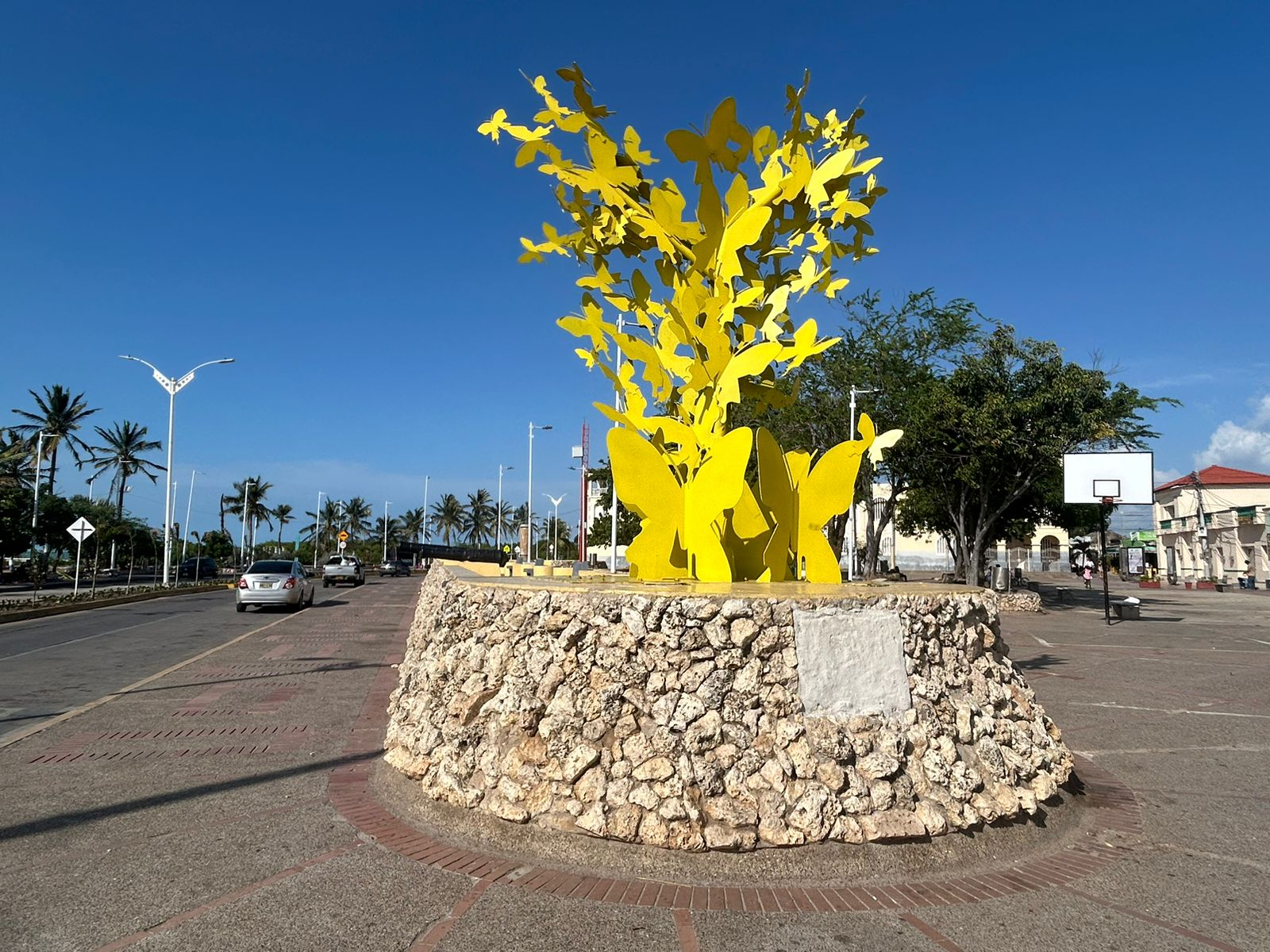
Monumento Mariposas amarilla, parque de los Cañones

- Teleguajira
- Guajira Televisión
- Canal de la Costa
- Makuira Televisión
- Guajira Channel

### Radio

#### Radios AM
- Radio Nacional de Colombia - 610 AM
- Radio Delfín - 1060 AM

#### Radios FM
- Radio Policía Nacional - 88.7 FM
- Uniguajira Estéreo - 89.3 FM (Emisora institucional de la Universidad de La Guajira)
- Estelar Estéreo - 90.3 FM
- Cardenal Stereo - 91.7 FM
- Radio Costa - 93.1 FM
- Rumba Stereo - 93.7 FM
- Radionica - 95.1 FM
- Majayura Estéreo - 100.7 FM (Emisora de la Gobernación de La Guajira administrada por el Fondo Mixto de Cultura de La Guajira)
- Señales de Cristo - 103.1 FM
- Hossana Radio - 104.3 FM
- Guajira Estéreo - 107.3 FM (Emisora Comunitaria dirigida por el periodista Pepe Palacio Coronado)

#### Radios virtuales
- Palaciovallenato.com
- La Bacanísima Radio
- La Picotera
- El Palacio Tropical
- La Guajira Hoy Radio
- La Urbana
- Aguja & Vinilo Radio
- Radio Chipo
- Cupido Radio
- La R
- La Quinta Radio
- Bet-El Radio

## Estructura organizacional distrital
| Riohacha     | Riohacha    | Riohacha                   |
| Departamento | Código DANE | Categoría municipal (2022) |
| ------------ | ----------- | -------------------------- |
| La Guajira   | 44001       | Cuarta                     |

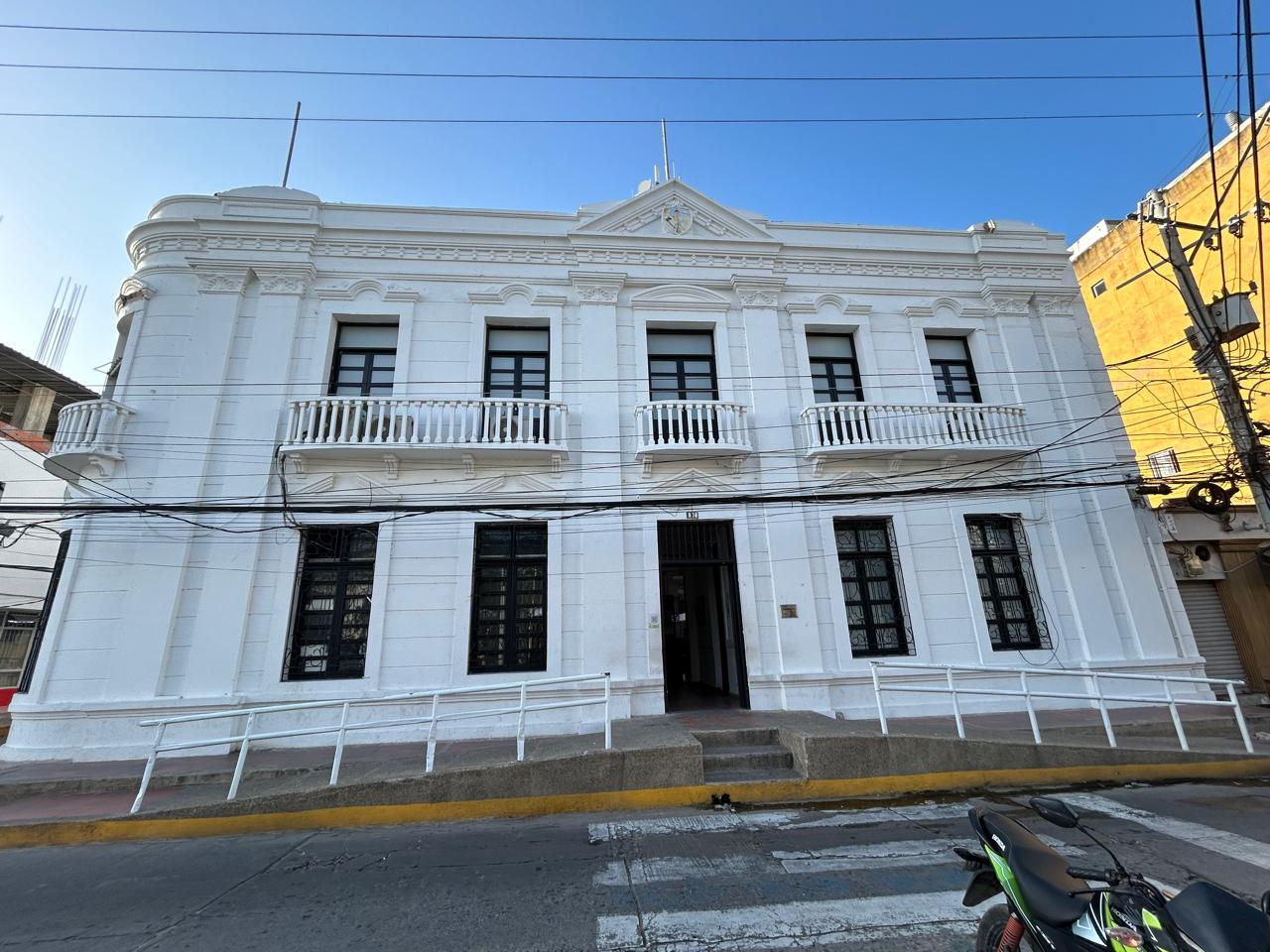
Palacio Municipal, sede de la alcaldía y el concejo de Riohacha

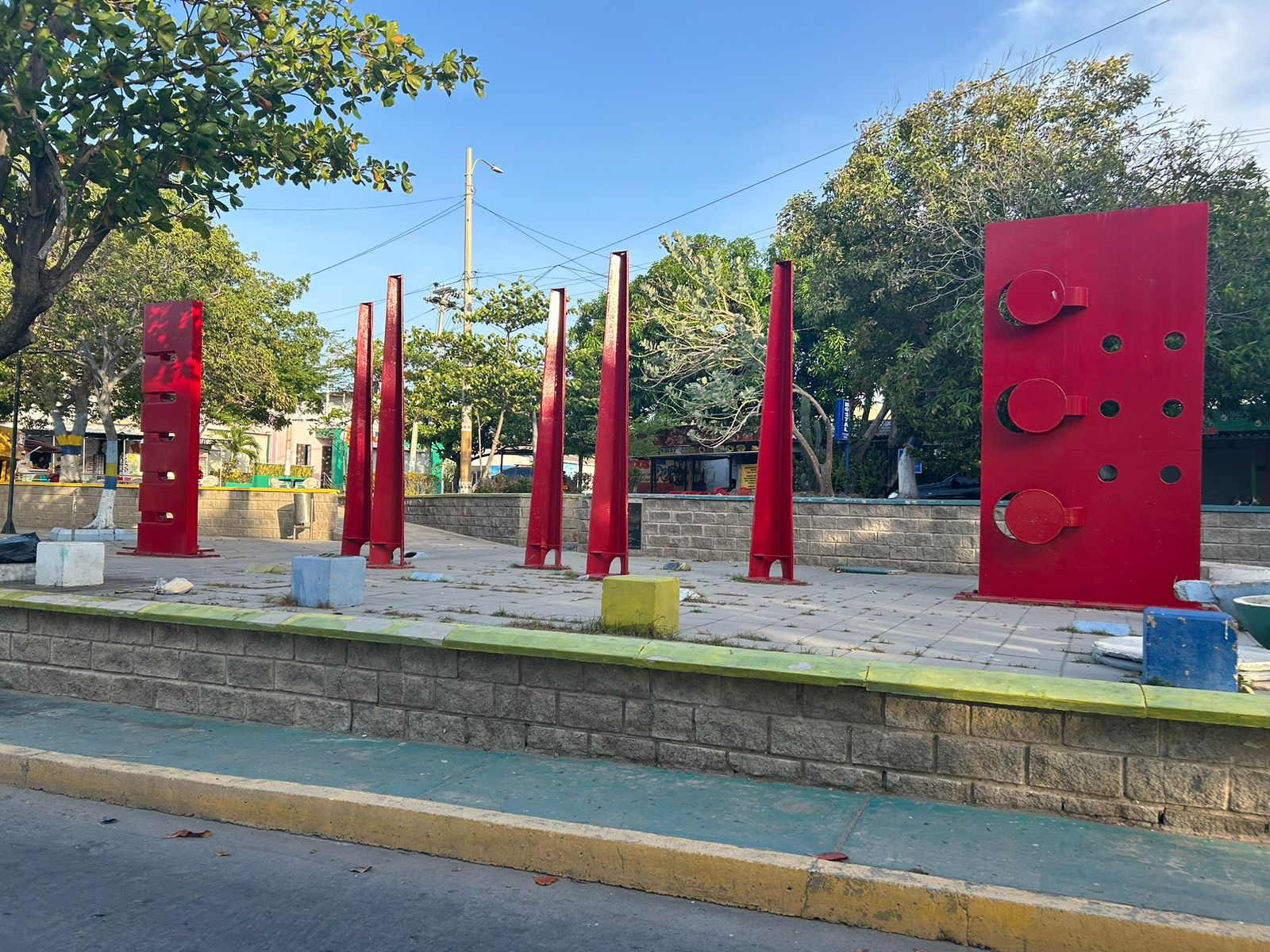
Monumento Génesis del vallenato, avenida Primera

- Personería: Es un centro del Ministerio Público de Colombia que ejerce, vigila y hace control sobre la gestión de las alcaldías y entes descentralizados; velan por la promoción y protección de los derechos humanos; vigilan el debido proceso, la conservación del medio ambiente, el patrimonio público y la prestación eficiente de los servicios públicos, garantizando a la ciudadanía la defensa de sus derechos e intereses.

El actual personero distrital es Yeison de Luque Guerra (2020-2027).
- Concejo Distrital: Es la suprema autoridad política del municipio. En materia administrativa sus atribuciones son de carácter normativo. También le corresponde vigilar y hacer control político a la administración municipal. Se regulan por los reglamentos internos de la corporación en el marco de la Constitución Política Colombiana (artículo 313) y las leyes, en especial la Ley 136 de 1994 y la Ley 1551 de 2012.

Constituido por 17 concejales por un periodo de 4 años, conformado así: Con dos concejales cada uno están el Partido de la U, la alianza MAIS-MIRA, el Partido Liberal y la ASI. Y con un concejal cada uno están los partidos Centro Democrático, Nuevo Liberalismo, Partido Demócrata Colombiano, Partido Conservador, Verde Oxígeno, Polo Democrático, Alianza Verde, Fuerza Ciudadana y la alianza Cambio Radical-Colombia Renaciente.
- Alcaldía Mayor: En esta se encuentra la administración municipal y las entidades descentralizadas del distrito.

El alcalde se pronuncia mediante decretos y se desempeña como representante legal, judicial y extrajudicial del municipio. El actual alcalde mayor es Genaro Redondo Choles (2024-2027), elegido por voto popular.
- 'JAL'.

## Servicios públicos
- Energía Eléctrica: Air-e, del grupo EPM, es la empresa prestadora del servicio de energía eléctrica.
- Gas Natural: Gases de La Guajira es la empresa distribuidora y comercializadora de gas natural en el municipio.